# Wimbledon Championships 1954
Die 68. Auflage der Wimbledon Championships fand 1954 auf dem Gelände des All England Lawn Tennis and Croquet Club an der Church Road statt.
In diesem Jahr wurden spezielle Schachteln aufgestellt, in denen Zuschauer nicht benötigte, noch gültige Eintrittskarten zurücklassen konnten. Diese wurden dann für einen Shilling weiterverkauft. Dieses System existiert bis heute, wobei die Eintrittskarten meist an Wohlfahrtsorganisationen gespendet werden.

## Herreneinzel
Im Finale schlug der 33-jährige Jaroslav Drobný den erst 19-jährigen Ken Rosewall in vier Sätzen. Rosewall gewann alle Grand-Slam-Turniere bis auf das Turnier von Wimbledon, obwohl er dort noch 1974 im Alter von 39 Jahren letztmals im Finale stand.

## Dameneinzel
Bei den Damen siegte Maureen Connolly zum dritten Mal in Folge. Zwei Wochen nach ihrem Sieg erlitt Connolly jedoch einen schweren Reitunfall, der ihrer Tenniskarriere ein jähes Ende bereitete.

## Herrendoppel
Im Herrendoppel waren mit Rex Hartwig und Mervyn Rose erneut zwei Australier erfolgreich.

## Damendoppel
Im Damendoppel siegten Louise Brough und Margaret Osborne duPont. Die beiden hatten sich bereits von 1947 bis 1950 den Titel in Wimbledon sichern können.

## Mixed
Im Mixed verteidigten Doris Hart und Vic Seixas ihren Vorjahrestitel.

## Quelle
- J. Barrett: Wimbledon: The Official History of the Championships. HarperCollins Publishers, London 2001, ISBN 0-00-711707-8.